# Edward Dawkins
Edward Dawkins (Invercargill, 11 juli 1989) is een Nieuw-Zeelands baanwielrenner. Hij is vooral succesvol op de sprintonderdelen.

## Belangrijkste overwinningen
2010
- Wereldbekerwedstrijd sprint Peking
- Nieuw-Zeelands kampioen Sprint, Elite
- Nieuw-Zeelands kampioen over 1 kilometer, Elite
- 1 kilometer Tijdrit op de Gemenebestspelen
- Teamsprint op de Gemenebestspelen (met Ethan Mitchell en Sam Webster)

2012
- Wereldkampioenschap Teamsprint

2013
- Wereldkampioenschap Teamsprint

2014
- Wereldkampioenschap Teamsprint

2015
- Wereldkampioenschap Teamsprint
- Wereldkampioenschap Keirin

2016
- Olympische Zomerspelen Teamsprint
- Wereldkampioenschap Teamsprint

2017
- Wereldkampioenschap Teamsprint